# Azuré murcian
Cupido carswelli
Espèce
L’Azuré murcian (Cupido carswelli) est une espèce de lépidoptères de la famille des Lycaenidae et de la sous-famille des Polyommatinae, endémique d'Espagne.

## Systématique
Le taxon aujourd'hui appelé Cupido carswelli a été décrit par l'entomologiste français Henri Stempffer en 1927 en tant que Cupido minimus carswelli. Cupido arcilacis Riley, 1927 en est un synonyme.
Le statut taxonomique du taxon carswelli n'est pas encore élucidé : en fonction des sources, il est considéré soit comme une espèce à part entière, soit comme une sous-espèce de Cupido minimus, comme au temps de sa description. Une récente analyse morphométrique suggère que les deux taxons seraient conspécifiques, tandis qu'une étude de barcoding moléculaire appuie le point de vue opposé, faisant apparaître carswelli comme plus proche de Cupido lorquinii (autre espèce présente dans la péninsule Ibérique) que de Cupido minimus s.str. Des analyses moléculaires plus approfondies sont jugées nécessaires pour résoudre les liens de parenté entre ces trois taxons proches.

## Noms vernaculaires
- en français : l’Azuré murcian
- en anglais : Carswell's Little Blue
- en espagnol : Duende Murciano

## Description
L’imago de l'Azuré murcian est un très petit papillon dont le dessus est marron foncé, le mâle pouvant présenter une suffusion bleu violet.
Le revers est beige pâle, suffusé de bleu, orné de lignes de tout petits points noirs.

## Biologie
Univoltin, l'Azuré murcian vole en une génération d'avril à mai.
Sa plante-hôte est Anthyllis vulneraria.

## Distribution et biotopes
L’Azuré murcian est endémique des montagnes du Sud-Est de l'Espagne : on le trouve dans les provinces de Grenade, Almeria, Jaén, Murcie et Albacete, dans la Sierra d'Espuña, Sierra Maria, Sierra de Orce, Sierra de la Sagra, Revolcadores Massif, Sierra de Cazorla, et d'autres.
Son habitat est constitué de terrains rocailleux arides et broussailleux, à une altitude comprise entre 1 000 et 1 600 m.

## Protection
La collecte de cette espèce est interdite, comme pour tous les insectes en Espagne.
Elle est protégée en Andalousie et incluse dans le livre rouge des invertébrés de cette région[réf. souhaitée].